# Eurhinodelphis
Az Eurhinodelphis az emlősök (Mammalia) osztályának párosujjú patások (Artiodactyla) rendjébe, ezen belül a fosszilis Eurhinodelphinidae családjába tartozó névadó típusnem.

## Rendszerezés
A nembe az alábbi 2 faj tartozik:
- Eurhinodelphis cocheuteuxi Du Bus, 1867 - típusfaj
- Eurhinodelphis longirostris Du Bus, 1872

## Leírása
Az Eurhinodelphis egy hozzávetőlegesen 2 méter hosszúságúra növő, delfinszerű cet volt. Megjelenésre a modern delfinekre hasonlított, jellegzetessége volt a megnyúlt felső állkapocs, melyet valószínűleg a modern kardhalakhoz hasonlóan a zsákmányszerzésben hasznosított. Állkapcsaiban hosszú, éles fogak helyezkedtek el, zsákmányállatai valószínűleg halak és héjas állatok voltak.
A fennmaradt maradványok alapján, az Eurhinodelphis komplex fülekkel rendelkezett, mely lehetségessé teszi, hogy az állatok a modern delfinekhez és bálnákhoz hasonlóan a visszhang visszaverődés alapján tájékozódtak és vadásztak.
Az Eurhinodelphis a középső és késő miocén földtörténeti korszakok között élt.

## Lelőhelyek
Az Eurhinodelphis maradványainak jelentős része Európában, Franciaországban és Belgiumban került elő, de megtalálták fossziliáit az egyesült államokbeli Marylandben is. Az Eurhinodelphist, mint önálló állatnemet, elsőként Bernard Du Bus belga paleontológus írta le 1867-ben.